# Discografia de Girls' Generation
Esta é a discografia do girl group sul-coreano Girls' Generation (também conhecido como So Nyeo Shi Dae ou SNSD) em muitos países, em coreano:  소녀시대). O grupo possui atualmente lançados sete álbuns de estúdio (quatro dos quais foram relançados sob títulos diferentes), quatro extended plays, dois álbuns ao vivo, sete álbuns de vídeo, um álbum de remixes e vinte e seis singles. Cada um dos sete álbuns de estúdio da banda já vendeu mais de 100.000 cópias, a primeira vez para um grupo feminino na indústria musical sul-coreana em mais de seis anos. Desde o lançamento em 2007, o grupo grupo já vendeu mais de 6 milhões de álbuns físicos e mais de 40 milhões de singles. As integrantes Taeyeon, Tiffany e Seohyun também lançaram um EP sob o nome Girls' Generation-TTS.
A estreia Girls' Generation nas paradas veio em agosto de 2007 com o single "Into the New World", que alcançou a quarta posição. Elas logo lançaram o seu primeiro álbum de estúdio, Girls' Generation (2007), que foi mais tarde relançado como Baby Baby (2008). O álbum resultou em mais três singles: "Girls' Generation", "Kissing You" e "Baby Baby"; todos alcançaram o top dez na Gaon Singles Chart. O primeiro EP de Girls' Generation, Gee (2009), continha o seu primeiro single número um, "Gee". A canção ocupou o primeiro lugar na parada da Gaon por oito semanas consecutivas, quebrando o recorde. O lançamento foi logo seguido por seu segundo EP, Tell Me Your Wish (Genie) (2009), com outro single número um com o mesmo título. Seu segundo álbum de estúdio, Oh! (2010) foi mais tarde relançado como Run Devil Run (2010). Seis meses depois elas lançaram o terceiro EP, Hoot (2010). "Oh!", "Run Devil Run" e "Hoot" alcançaram o primeiro lugar na Gaon Single Chart.
Uma versão japonesa de "Tell Me Your Wish (Genie)", lançada como "Genie", foi o primeiro lançamento de Girls' Generation em língua japonesa, que atingiu o quarto lugar na Oricon. Elas lançaram seu terceiro álbum de estúdio e segundo álbum autointitulado e primeiro a ser completamente em japonês, Girls' Generation (2011), que tornou-se o álbum mais vendido da história por um artista coreano no Japão. Sua primeira canção japonesa original, "Mr. Taxi", que foi lançada como um single A-side duplo com uma versão japonesa de "Run Devil Run", também atingiu o topo da Billboard Japan Hot 100. Uma versão japonesa de "Gee" também foi lançada, alcançando a primeira posição da Oricon Daily Chart, fazendo do Girls' Generation o primeiro girl group asiático não-japonês a conseguir esse feito. O quarto álbum de estúdio (terceiro em coreano), The Boys (2011), trouxe uma versão coreana de "Mr. Taxi" e outro single número um, "The Boys". Uma versão em inglês deste último também foi lançada mundialmente, com a promessa de um álbum em inglês a ser lançado em 2013. Versões reeditadas do terceiro e quarto álbuns de estúdio foram lançadas como The Boys (2011) e Mr. Taxi (2011), respectivamente.
Girls & Peace (2012), o segundo álbum em japonês e quinto no total, foi certificado Platina pela Recording Industry Association of Japan (RIAJ). O álbum apresentou uma versão japonesa de "Oh!", bem como "Paparazzi" e "Flower Power"; todas as quais atingiram o top dez da Billboard Japan Hot 100. O sexto álbum de estúdio do Girls' Generation, I Got a Boy (2013), foi precedido por um remake de "Mercy" de Duffy, intitulado "Dancing Queen", que estreou na segunda posição na Billboard K-Pop Hot 100. O seingle principal, "I Got a Boy" estreou em primeiro lugar na Billboard K-Pop Hot 100, com mais de 6 milhões de vendas digitais de acordo com a Gaon Chart. "Love & Girls", "Galaxy Supernova", e "My Oh My", todos singles do sétimo álbum de estúdio do grupo, Love & Peace (2013) (a ser lançado em 11 de dezembro de 2013), foram lançados ao longo do ano.

## Álbuns de estúdio
| Girls' Generation                                                                        | - Lançamento: 1º de novembro de 2007 (KOR) - Relançamento (Baby Baby): 13 de março de 2008 (KOR) - Gravadora: SM Entertainment - Formatos: Cassette, CD, download digital                         | 2   | —   | —   | —   | —   | —   | —   | - : 126.269                      |             |
| Oh!                                                                                      | - Lançamento: 28 de janeiro de 2010 (KOR) - Relançamento (Run Devil Run): 22 de março de 2010 (KOR) - Gravadora: SM Entertainment - Formatos: CD, download digital                                | 1   | 54  | —   | —   | —   | —   | —   | - : 417.932                      |             |
| The Boys                                                                                 | - Lançamento: 19 de outubro de 2011 (KOR) - Relançamento (Mr. Taxi): 8 de dezembro de 2011 (KOR) - Gravadoras: SM Entertainment, Nayutawave, Interscope, Polydor - Formatos: CD, download digital | 1   | 2   | 130 | 64  | 1   | 17  | 2   | - : 457.100 - : 140.000          |             |
| I Got a Boy                                                                              | - Lançamento: 1º de janeiro de 2013 (WW) - Gravadora: SM Entertainment - Formatos: CD, download digital                                                                                           | 1   | 7   | —   | —   | 1   | 2   | 1   | - : 301.500 - : 53.563           |             |
| Lion Heart                                                                               | - Lançamento: 19 de agosto de 2015 (KOR) - Gravadora: SM Entertainment - Formatos: CD, download digital                                                                                           | 1   | 11  | —   | —   | —   | 7   | 1   | - : 145.044 - : 16.848 - : 1.000 |             |
| Holiday Night                                                                            | - Lançamento: 7 de agosto de 2017 - Gravadora: SM Entertainment - Formatos: CD, download digital                                                                                                  | 2   | 16  | —   | —   | 1   | 5   | 1   | - : 166.301 - : 11.055 - : 2.000 |             |
| Forever 1                                                                                | - Lançamento: 5 de agosto de 2022 - Gravadora: SM Entertainment - Formatos: CD, download digital, streaming                                                                                       | ASA | ASA | ASA | ASA | ASA | ASA | ASA | ASA                              |             |
| Em japonês                                                                               | |     |     |     |     |     |     |     |                                  |             |
| Girls' Generation                                                                        | - Lançamento: 1º de junho de 2011 (JPN) - Relançamento (The Boys): 28 de dezembro de 2011 (JPN) - Gravadoras: Nayutawave - Formatos: CD, download digital                                         | —   | 1   | —   | —   | 1   | —   | —   | - : 871.097 - : 30.000           | - : Milhão  |
| Girls & Peace                                                                            | - Lançamento: 28 de novembro de 2012 (JPN) - Gravadoras: Nayutawave, Universal Music - Formatos: CD, download digital                                                                             | —   | 3   | —   | —   | 11  | —   | —   | - : 204.180                      | - : Platina |
| Love & Peace                                                                             | - Lançamento: 11 de dezembro de 2013 (JPN) - Gravadoras: Nayutawave, Universal Music - Formatos: CD, download digital                                                                             | —   | 1   | —   | —   | —   | —   | —   | - : 170.898 - : 1.700            | - : Ouro    |
| "—" indica lançamentos que não figuraram nas paradas ou não foram lançados nessa região. | |     |     |     |     |     |     |     |                                  |             |

## Extended plays
| Into The New World                                                                       | - Lançamento: 2 de setembro de 2007 (KOR) - Gravadora: SM Entertainment - Formatos: CD, download digital                                       |   |    |     |   |   | - : 43.000                                        |          |
| Gee                                                                                      | - Lançamento: 7 de janeiro de 2009 (KOR) - Gravadora: SM Entertainment - Formatos: CD, download digital                                        | 1 | —  | —   | — | — | - : 212.839                                       |          |
| Tell Me Your Wish (Genie)                                                                | - Lançamento: 29 de junho de 2009 (KOR) - Gravadora: SM Entertainment - Formatos: CD, download digital                                         | 1 | —  | —   | — | — | - : 211.995                                       |          |
| Hoot                                                                                     | - Lançamento: 27 de outubro de 2010 (KOR) - Gravadoras: SM Entertainment, Nayutawave - Formatos: CD, download digital                          | 1 | 2  | —   | — | — | - : 192.444 - : 168.977                           | - : Ouro |
| Twinkle                                                                                  | - Subunidade: Girls' Generation-TTS - Lançamento: 2 de maio de 2012 - Gravadora: SM Entertainment - Formatos: CD, download digital             | 1 | 6  | 126 | 1 | 2 | - : 144.222 - : 27.768+ (edição) - Total: 171.990 |          |
| Mr.Mr.                                                                                   | - Lançamento: 24 de fevereiro de 2014 (KOR) - Gravadoras: SM Entertainment, Nayutawave - Formatos: CD, download digital                        | 1 | 11 | 110 | 3 | — | - : 164.116 - : 22.521 - : 3.000                  |          |
| Holler                                                                                   | - Subunidade: Girls' Generation- TTS - Lançamento: 16 de setembro de 2014 (KOR) - Gravadora: SM Entertainment - Formatos: CD, download digital |   |    |     |   |   | - : 66.000                                        |          |
| Dear Santa                                                                               | - Subunidade: Girls' Generation- TTS - Lançamento: 4 de dezembro de 2015 (KOR) - Gravadora: SM Entertainment - Formatos: CD, download digital  |   |    |     |   |   | - : 33.000                                        |          |
| Lil' Touch                                                                               | - Subunidade: Girls' Generation-Oh!GG - Lançamento: 4 de agosto de 2018 (KOR) - Gravadora: SM Entertainment - Formatos: CD, download digital   |   |    |     |   |   |                                                   |          |
| "—" indica lançamentos que não figuraram nas paradas ou não foram lançados nessa região. | |   |    |     |   |   |                                                   |          |

## Álbuns ao vivo
| Into the New World: The 1st Asia Tour                                                    | - Lançamento: 30 de dezembro de 2010 (KOR) - Gravadora: SM Entertainment - Formatos: CD, download digital | 1 | — | - : 99.883           |  |
| 2011 Girls' Generation Tour                                                              | - Lançamento: 11 de abril de 2013 (KOR) - Gravadora: SM Entertainment - Formatos: CD, download digital    | — | — | - : 21.607 - : 4.846 |  |
| "—" indica lançamentos que não figuraram nas paradas ou não foram lançados nessa região. | |   |   |                      |  |

## Álbuns de remixes
| Best Selection Non Stop Mix                                                              | - Lançamento: 20 de março de 2013 (JPN) - Gravadora: Nayutawave Records - Formatos: CD, download digital | — | 6 | - : 24.583 |  |
| "—" indica lançamentos que não figuraram nas paradas ou não foram lançados nessa região. | |   |   |            |  |

## Álbuns de Greatest Hits
| Título                                                                                   | Detalhes do álbum                                                                                       | Melhores posições nas paradas | Melhores posições nas paradas | Vendas     | Certificações |
| Título                                                                                   | Detalhes do álbum                                                                                       | KOR                           | JPN                           | Vendas     | Certificações |
| Em japonês                                                                               | Em japonês                                                                                              | Em japonês                    | Em japonês                    | Em japonês | Em japonês    |
| ---------------------------------------------------------------------------------------- | --- | ----------------------------- | ----------------------------- | ---------- | ------------- |
| Best of Girls' Generation                                                                | - Lançamento: 23 de julho de 2014 (ENG) - Gravadora: EMI Records Japan - Formatos: CD, download digital | —                             | —                             |            |               |
| "—" indica lançamentos que não figuraram nas paradas ou não foram lançados nessa região. | |                               |                               |            |               |

## Álbuns de vídeo
| Girls in Tokyo                                                                           | 2010 | - Lançamento: 18 de junho de 2010 (JPN) - Língua: coreano - Gravadoras: SM Entertainment, Universal Music Japan - DVD bônus com o primeiro álbum de fotos do Girls' Generation. - Formato: DVD | — | —   |          |
| New Beginning of Girls' Generation                                                       | 2010 | - Lançamento: 11 de agosto de 2010 (JPN) - Língua: coreano - Gravadoras: SM Entertainment, Universal Music Japan - Formato: DVD                                                                | — | 3   | - : Ouro |
| All About Girls' Generation: Paradise in Phuket                                          | 2011 | - Lançamento: 29 de junho de 2011 (KOR) - Línguas: coreano, inglês - Gravadora: SM Entertainment - Formato: DVD                                                                                | — | 101 |          |
| The 1st Asia Tour: Into the New World                                                    | 2011 | - Lançamento: 17 de agosto de 2011 (KOR) - Língua: coreano - Gravadora: SM Entertainment - Formato: DVD                                                                                        | — | 1   |          |
| Girls' Generation First Japan Tour                                                       | 2011 | - Lançamento: 14 de dezembro de 2011 (JPN) - Língua: japonês - Gravadoras: SM Entertainment, Universal Music Japan - Formatos: DVD, Blu-ray                                                    | — | 1   | - : Ouro |
| Girls' Generation Complete Video Collection                                              | 2012 | - Lançamento: 26 de setembro de 2012 (JPN) - Línguas: coreano, japonês, inglês - Gravadoras: SM Entertainment, Universal Music Japan - Formatos: DVD, Blu-ray                                  | — | 1   | - : Ouro |
| 2011 Girls' Generation Tour                                                              | 2012 | - Lançamento: 30 de novembro de 2012 (KOR) - Línguas: coreano, inglês - Gravadora: SM Entertainment - Formato: DVD                                                                             | — | —   |          |
| Girls & Peace Japan 2nd Tour                                                             | 2013 | - Lançamento: 18 de setembro de 2013 - Língua: japonês - Gravadoras: SM Entertainment, Universal Music Japan - Formatos: DVD, Blu-ray                                                          | — | 1   |          |
| "—" indica lançamentos que não figuraram nas paradas ou não foram lançados nessa região. |      | |   |     |          |

### Outros álbuns
| Título                                | Detalhes do álbum |
| ------------------------------------- | --- |
| Sweet Memories with Girls' Generation | - Álbum de seleção musical (não cantado por Girls' Generation) - Lançamento: 18 de fevereiro de 2008 - Gravadora: SM Entertainment - Formato: CD |
| Heart 2 Heart with Girls' Generation  | - Álbum de seleção musical (não cantado por Girls' Generation) - Lançamento: 17 de março de 2008 - Gravadora: SM Entertainment - Formato: CD     |

## Singles
| Título                                                                                   | Ano        | Melhores posições nas paradas | Melhores posições nas paradas | Melhores posições nas paradas | Melhores posições nas paradas | Melhores posições nas paradas | Vendas e Certificações | Álbum                                 |
| Título                                                                                   | Ano        | KOR                           | JPN                           | TW                            | US J-Pop                      | US K-Pop                      | Vendas e Certificações | Álbum                                 |
| Em coreano                                                                               | Em coreano | Em coreano                    | Em coreano                    | Em coreano                    | Em coreano                    | Em coreano                    | Em coreano | Em coreano                            |
| ---------------------------------------------------------------------------------------- | ---------- | ----------------------------- | ----------------------------- | ----------------------------- | ----------------------------- | ----------------------------- | --- | ------------------------------------- |
| "Into the New World"                                                                     | 2007       | 4                             | —                             | —                             | —                             | —                             | - : 15.627 | Girls' Generation (2007)              |
| "Girls' Generation"                                                                      | 2007       | 5                             | —                             | —                             | —                             | —                             | | Girls' Generation (2007)              |
| "Kissing You"                                                                            | 2008       | 2                             | —                             | —                             | —                             | —                             | | Girls' Generation (2007)              |
| "Baby Baby"                                                                              | 2008       | 3                             | —                             | —                             | —                             | —                             | | Girls' Generation (2007)              |
| "Gee"                                                                                    | 2009       | 1                             | —                             | —                             | —                             | —                             | | Gee                                   |
| "Tell Me Your Wish (Genie)"                                                              | 2009       | 1                             | —                             | —                             | —                             | —                             | | Tell Me Your Wish (Genie)             |
| "Chocolate Love" (versão retro-pop)                                                      | 2009       | 3                             | —                             | —                             | —                             | —                             | | Into the New World: The 1st Asia Tour |
| "Oh!"                                                                                    | 2010       | 1                             | —                             | —                             | —                             | —                             | - : 3.316.889 | Oh!                                   |
| "Run Devil Run"                                                                          | 2010       | 1                             | —                             | —                             | —                             | —                             | - : 2.171.755 | Oh!                                   |
| "Hoot"                                                                                   | 2010       | 1                             | —                             | —                             | —                             | —                             | - : 2.138.179 | Hoot                                  |
| "Visual Dreams"                                                                          | 2011       | 32                            | —                             | —                             | —                             | —                             | | Single sem álbum                      |
| "The Boys"                                                                               | 2011       | 1                             | —                             | —                             | 12                            | 1                             | - : 3.630.000 | The Boys                              |
| "Mr. Taxi"                                                                               | 2011       | 9                             | —                             | —                             | —                             | 15                            | - : 1.831.415 | The Boys                              |
| "Dancing Queen"                                                                          | 2012       | 1                             | —                             | —                             | —                             | 2                             | - : 1.035.663 | I Got a Boy                           |
| "I Got a Boy"                                                                            | 2013       | 1                             | —                             | 3                             | 98                            | 1                             | - : 1.372.401 | I Got a Boy                           |
| "Mr.Mr."                                                                                 | 2014       | 1                             | —                             | —                             | —                             | 4                             | - : 906.962 | Mr.Mr.                                |
| "Catch Me If You Can"                                                                    | 2015       | 19                            | —                             | —                             | —                             | —                             | - : 155.484 | —                                     |
| "Party"                                                                                  | 2015       | 1                             | 10                            | —                             | —                             | —                             | - : 953.994 | Lion Heart                            |
| "Lion Heart"                                                                             | 2015       | 4                             | 10                            | —                             | —                             | —                             | - : 1.120.388 | Lion Heart                            |
| "You Think"                                                                              | 2015       | 30                            | —                             | —                             | —                             | —                             | - : 159.072 | Lion Heart                            |
| "Sailing (0805)"                                                                         | 2016       | 13                            | —                             | —                             | —                             | —                             | - : 171.049 | S.M. Station Season 1                 |
| "Holiday"                                                                                | 2017       | 12                            | 16                            | —                             | —                             | —                             | - : 404.268 | Holiday Night                         |
| "All Night"                                                                              | 2017       | 32                            | 79                            | —                             | —                             | —                             | - : 150.175 | Holiday Night                         |
| "Forever 1"                                                                              | 2022       | 5                             | 56                            | —                             | —                             | —                             | - : 294.948 | Forever 1                             |
| Em japonês                                                                               |            |                               |                               |                               |                               |                               | |                                       |
| "Genie"                                                                                  | 2010       | 2                             | 4                             | —                             | 4                             | —                             | - : Platina (Chaku-Uta completo) - Platina (download digital)                                                                                               | Girls' Generation (2011)              |
| "Gee"                                                                                    | 2010       | 3                             | 2                             | —                             | 2                             | —                             | - : 2× Platina (Chaku-Uta) - 3× Platina (Chaku-Uta completo) - Platina (download digital)                                                                   | Girls' Generation (2011)              |
| "Mr. Taxi" / "Run Devil Run"                                                             | 2011       | 1                             | 2                             | 1                             | 1 19                          | —                             | - : Ouro - "Mr. Taxi" - 2× Platina (Chaku-Uta) - 2× Platina (Chaku-Uta completo) - Platina (download digital) - "Run Devil Run" - Ouro (Chaku-Uta completo) | Girls' Generation (2011)              |
| "Paparazzi"                                                                              | 2012       | 1                             | 2                             | —                             | 1                             | —                             | - : Ouro (download digital) | Girls' Generation II ~Girls & Peace~  |
| "Oh!" / "All My Love Is For You"                                                         | 2012       | —                             | 1                             | —                             | 1 21                          | —                             | - : Ouro | Girls' Generation II ~Girls & Peace~  |
| "Flower Power"                                                                           | 2012       | —                             | 5                             | —                             | 6                             | —                             | | Girls' Generation II ~Girls & Peace~  |
| "Love & Girls"                                                                           | 2013       | 7                             | 4                             | —                             | 3                             | —                             | | Love & Peace                          |
| "Galaxy Supernova"                                                                       | 2013       | —                             | 3                             | —                             | 4                             | —                             | | Love & Peace                          |
| "My Oh My"                                                                               | 2013       | —                             | —                             | —                             | —                             | —                             | | Love & Peace                          |
| "Catch Me If You Can"                                                                    | 2015       | —                             | 8                             | —                             | —                             | —                             | |                                       |
| Em inglês                                                                                |            |                               |                               |                               |                               |                               | |                                       |
| "The Boys"                                                                               | 2011       | 62                            | 26                            | —                             | 15                            | 85                            | | The Boys                              |
| "—" indica lançamentos que não figuraram nas paradas ou não foram lançados nessa região. |            |                               |                               |                               |                               |                               | |                                       |

## Outras aparições

### Como grupo
| Ano  | Título                                | Álbum                                 |
| ---- | ------------------------------------- | ------------------------------------- |
| 2007 | "Only Love" (com artistas da SM Town) | 2007 Winter SMTown – Only Love        |
| 2007 | "Love Melody"                         | 2007 Winter SMTown – Only Love        |
| 2008 | "Lallalla (랄랄라)" (com Yoon Sang)   | Yoon Sang Song Book: Play with Him    |
| 2009 | "HaHaHa"                              | —                                     |
| 2009 | "Boiling"                             | —                                     |
| 2010 | "La La La"                            | —                                     |
| 2011 | "Diamond"                             | 2011 Winter SMTown – The Warmest Gift |

### Como artista solo e subgrupo
| Ano  | Título                                    | Artista(s)                                                                          | Álbum                                                       |
| ---- | ----------------------------------------- | ----------------------------------------------------------------------------------- | ----------------------------------------------------------- |
| 2004 | "You Bring Me Joy"                        | Taeyeon, The One                                                                    | —                                                           |
| 2008 | "Love Hate (오빠 나빠)"                   | Jessica, Tiffany, Seohyun                                                           | Roommate: Emotional Band Aid                                |
| 2008 | "I Love You"                              | Jessica, 8Eight                                                                     | Infinity                                                    |
| 2008 | "Holding Hands"                           | Jessica, Tiffany, Super Junior, SS501, Jewelry, Brown Eyed Girls, Lee Hyun, T.G.U.S | —                                                           |
| 2008 | "Haptic Motion"                           | Jessica, Taeyeon, Seohyun, Sunny                                                    | —                                                           |
| 2009 | "JjaRaJaJja (짜라자짜)"                   | Seohyun, Joo Hyun-Mi, Davichi                                                       | —                                                           |
| 2009 | "A Girl, Meets Love (소녀, 사랑을 만나다) | Tiffany, K.Will                                                                     | Blue Note – Dropping the Tears                              |
| 2009 | "Oh! My Love to You (너만을 느끼며)"      | Tiffany, Sooyoung, The Blue                                                         | The First Memories                                          |
| 2009 | "Naengmyun (냉면)"                        | Jessica, MyungCa Drive, Park Myeong-su                                              | Infinite Challenge 2º Album Olympic Daero Duet Song Contest |
| 2009 | "S.E.O.U.L."                              | Jessica, Taeyeon, Seohyun, Sunny, Kyuhyun, Sungmin, Ryeowook, Donghae, Leeteuk      | —                                                           |
| 2009 | "I Can't Bear Anymore (Bear Song)"        | Jessica, Taeyeon, Seohyun, Sunny                                                    | —                                                           |
| 2010 | "Sweet Delight"                           | Jessica                                                                             | Sweet Delight                                               |
| 2010 | "Innisfree Day"                           | Yoona                                                                               | —                                                           |
| 2010 | "Let`s Go"                                | Seohyun, vários artistas                                                            | Let`s Go                                                    |
| 2010 | "Cabi Song"                               | Jessica, Taeyeon, Tiffany, Seohyun, Sunny, Yuri, Chansung, Junsu, Taecyeon          | —                                                           |
| 2010 | "Like A Star"                             | Taeyeon, The One                                                                    | —                                                           |
| 2010 | "Cooky"                                   | Jessica, Tiffany, Seohyun, Sunny                                                    | —                                                           |
| 2011 | "Journey"                                 | Seohyun, TVXQ                                                                       | Keep Your Head Down                                         |
| 2011 | "Different (달라)"                        | Taeyeon, Kim Bum Soo                                                                | —                                                           |
| 2011 | "Dreams Come True"                        | Seohyun, Donghae                                                                    | —                                                           |
| 2011 | "The Magic of the Yellow Ribbon"          | Seohyun, Kim Hyun-joong                                                             | —                                                           |
| 2012 | "I Love You, I Love You (사랑해 사랑해)"  | Sunny, Miryo                                                                        | MIRYO aka JOHONEY                                           |
| 2012 | "Don't Say No"                            | Seohyun, Yoon Gun                                                                   | —                                                           |
| 2012 | "My Lifestyle"                            | Jessica                                                                             | PYL Younique Vol 1                                          |
| 2012 | "Maxstep"                                 | Hyoyeon, Eunhyuk, Taemin, Henry, Kai, Luhan                                         | PYL Younique Vol 1                                          |

## Trilhas sonoras

### Como grupo
| Ano  | Título          | Série de TV/Filme | Álbum |
| ---- | --------------- | ----------------- | ----- |
| 2010 | "Forever"       | MBC Pasta         | Oh!   |
| 2013 | "Cheap Creeper" | Cobu 3D (Filme)   | —     |

### Como artista solo e subgrupo
| Ano  | Título                                                | Artista(s)                                | Série de TV/Filme                             |
| ---- | ----------------------------------------------------- | ----------------------------------------- | --------------------------------------------- |
| 2007 | "Touch the Sky"                                       | Taeyeon, Jessica, Seohyun, Sunny, Tiffany | SBS Thirty Thousand Miles in Search of My Son |
| 2008 | "If (만약에)"                                         | Taeyeon                                   | KBS Hong Gil Dong                             |
| 2008 | "The Little Boat (작은 배)"                           | Taeyeon, Jessica, Seohyun, Sunny, Tiffany | KBS Hong Gil Dong                             |
| 2008 | "It's Fantastic! (마비노기)"                          | Jessica, Seohyun, Tiffany                 | Nexon Mabinogi (jogo online)                  |
| 2008 | "For Sure (꼭!)"                                      | Sooyoung, Yuri                            | SBS Working Mom                               |
| 2008 | "You Don't Know About Love (사랑을 몰라요)"           | Sunny                                     | SBS Working Mom                               |
| 2008 | "Can You Hear Me (들리나요)"                          | Taeyeon                                   | MBC Beethoven Virus                           |
| 2008 | "Day by Day (사랑은 선율을 타고)"                     | Taeyeon, Jessica, Seohyun, Sunny, Tiffany | MBC Beethoven Virus                           |
| 2008 | "Finally Now (이제서야)"                              | Sunny                                     | Story of Wine (Filme)                         |
| 2009 | "By Myself (나 혼자서)"                               | Tiffany                                   | SBS Ja Myung Go                               |
| 2009 | "It's Love (사랑인걸요)"                              | Taeyeon, Sunny                            | MBC Heading To The Ground                     |
| 2009 | "Motion"                                              | Taeyeon, Jessica, Seohyun, Sunny, Tiffany | MBC Heading To The Ground                     |
| 2010 | "Your Doll (그대 인형)"                               | Sunny                                     | SBS Oh! My Lady                               |
| 2010 | "It's Okay Even If it Hurts (아파도 괜찮아요)" – 4:37 | Seohyun                                   | MBC Kim Soo Ro                                |
| 2010 | "Ring (반지)"                                         | Tiffany                                   | Haru (Filme)                                  |
| 2010 | "I Love You (사랑해요)"                               | Taeyeon                                   | SBS Athena: Goddess of War                    |
| 2010 | "Haechi"                                              | Taeyeon, Jessica, Sunny, Tiffany, Seohyun | SBS My Friend Haechi                          |
| 2011 | "Journey"                                             | Seohyun, TVXQ                             | SBS Paradise Ranch                            |
| 2011 | "Because Tears Are Overflowing (눈물이 넘쳐서)"       | Jessica                                   | KBS Romance Town                              |
| 2012 | "What To Do (어쩜)"                                   | Jessica, Kim Jin-pyo                      | KBS Wild Romance                              |
| 2012 | "Missing You Like Crazy (미치게 보고싶은)"            | Taeyeon                                   | MBC The King 2 Hearts                         |
| 2012 | "Because It's You (그대니까요)"                       | Tiffany                                   | KBS2 Love Rain                                |
| 2012 | "I'll Be Waiting" (기다릴게요)"                       | Seohyun                                   | SBS Fashion King                              |
| 2012 | "Dear My Family"                                      | Taeyeon, artistas da SM Town              | I AM. (Filme)                                 |
| 2012 | "Butterfly" – 3:01                                    | Jessica, Krystal                          | SBS To the Beautiful You                      |
| 2012 | "It's Me (나야)"                                      | Sunny, Luna                               | SBS To the Beautiful You                      |
| 2012 | "Beautiful You (아름다운 그대에게)" – 4:01            | Tiffany, Kyuhyun                          | SBS To the Beautiful You                      |
| 2012 | "Closer (가까이)"                                     | Taeyeon                                   | SBS To the Beautiful You                      |
| 2012 | "Heart Road (마음길)"                                 | Jessica                                   | KBS The King's Dream                          |
| 2013 | "And One"                                             | Taeyeon                                   | SBS That Winter, The Wind Blows               |
| 2013 | "Say Yes"                                             | Jessica, Krystal, Kris                    | Cobu (Filme)                                  |

## Outras canções
| Ano                                                                                      | Título                    | Melhores posições nas paradas | Melhores posições nas paradas | Álbum                             |
| Ano                                                                                      | Título                    | KOR                           | US K-Pop                      | Álbum                             |
| ---------------------------------------------------------------------------------------- | ------------------------- | ----------------------------- | ----------------------------- | --------------------------------- |
| 2007                                                                                     | "Beginning"               | 31                            | —                             | Into the New World (álbum single) |
| 2007                                                                                     | "Ooh La-La!"              | 28                            | —                             | Girls' Generation                 |
| 2007                                                                                     | "Honey"                   | 21                            | —                             | Girls' Generation                 |
| 2009                                                                                     | "Way to Go!"              | 18                            | —                             | Gee                               |
| 2009                                                                                     | "Let's Talk About Love"   | 39                            | —                             | Gee                               |
| 2009                                                                                     | "Dear Mom"                | 14                            | —                             | Gee                               |
| 2009                                                                                     | "Etude"                   | 4                             | —                             | Tell Me Your Wish (Genie)         |
| 2010                                                                                     | "Show! Show! Show!"       | 9                             | —                             | Oh!                               |
| 2010                                                                                     | "Star Star Star (별별별)" | 6                             | —                             | Oh!                               |
| 2010                                                                                     | "Echo"                    | 17                            | —                             | Oh!                               |
| 2010                                                                                     | "Mistake"                 | 40                            | —                             | Hoot                              |
| 2010                                                                                     | "My Best Friend"          | 24                            | —                             | Hoot                              |
| 2010                                                                                     | "Wake Up"                 | 75                            | —                             | Hoot                              |
| 2010                                                                                     | "Snowy Wish"              | 26                            | —                             | Hoot                              |
| 2011                                                                                     | "Telepathy"               | 23                            | 26                            | The Boys                          |
| 2011                                                                                     | "Say Yes"                 | 31                            | 37                            | The Boys                          |
| 2011                                                                                     | "Trick"                   | 13                            | 33                            | The Boys                          |
| 2011                                                                                     | "How Great is Your Love"  | 27                            | 31                            | The Boys                          |
| 2011                                                                                     | "My J"                    | 44                            | 61                            | The Boys                          |
| 2011                                                                                     | "Oscar"                   | 42                            | 72                            | The Boys                          |
| 2011                                                                                     | "Top Secret"              | 37                            | 46                            | The Boys                          |
| 2011                                                                                     | "Lazy Girl"               | 43                            | 71                            | The Boys                          |
| 2011                                                                                     | "Sunflower"               | 41                            | 67                            | The Boys                          |
| 2011                                                                                     | "Vitamin"                 | 35                            | 41                            | The Boys                          |
| 2012                                                                                     | "Baby Steps"              | 15                            | 22                            | Twinkle                           |
| 2012                                                                                     | "OMG"                     | 26                            | 44                            | Twinkle                           |
| 2012                                                                                     | "Library"                 | 33                            | 75                            | Twinkle                           |
| 2012                                                                                     | "Goodbye, Hello"          | 32                            | 59                            | Twinkle                           |
| 2012                                                                                     | "Love Sick"               | 28                            | 58                            | Twinkle                           |
| 2012                                                                                     | "Checkmate"               | 44                            | 89                            | Twinkle                           |
| 2013                                                                                     | "Express 999"             | 19                            | 35                            | I Got a Boy                       |
| 2013                                                                                     | "Baby Maybe"              | 21                            | 29                            | I Got a Boy                       |
| 2013                                                                                     | "Talk Talk"               | 28                            | 49                            | I Got a Boy                       |
| 2013                                                                                     | "Lost In Love"            | 30                            | 45                            | I Got a Boy                       |
| 2013                                                                                     | "Promise"                 | 31                            | 48                            | I Got a Boy                       |
| 2013                                                                                     | "Romantic St."            | 38                            | 56                            | I Got a Boy                       |
| 2013                                                                                     | "Look At Me"              | 41                            | 67                            | I Got a Boy                       |
| 2013                                                                                     | "XYZ"                     | 42                            | 76                            | I Got a Boy                       |
| 2014                                                                                     | "Goodbye"                 | 10                            | —                             | Mr.Mr.                            |
| 2014                                                                                     | "Wait A Minute"           | 18                            | —                             | Mr.Mr.                            |
| 2014                                                                                     | "Back Hug"                | 24                            | —                             | Mr.Mr.                            |
| 2014                                                                                     | "Europa"                  | 25                            | —                             | Mr.Mr.                            |
| 2014                                                                                     | "Soul"                    | 33                            | —                             | Mr.Mr.                            |
| 2015                                                                                     | "Check"                   | 27                            | —                             | Lion Heart                        |
| 2015                                                                                     | "Green Light"             | 97                            | —                             | Lion Heart                        |
| "—" indica lançamentos que não figuraram nas paradas ou não foram lançados nessa região. |                           |                               |                               |                                   |

## Vídeos musicais
| Título                      | Ano        | Diretor(es)      |
| Em coreano                  | Em coreano | Em coreano       |
| --------------------------- | ---------- | ---------------- |
| "Into the New World"        | 2007       | Hyeok-Jin Cheon  |
| "Girls' Generation"         | 2007       | Desconhecido     |
| "Kissing You"               | 2008       | Sang-Kyu Lee     |
| "Baby Baby"                 | 2008       | Desconhecido     |
| "Gee"                       | 2009       | Desconhecido     |
| "Way to Go!"                | 2009       | Desconhecido     |
| "Tell Me Your Wish (Genie)" | 2009       | Jae-Hyeok Jang   |
| "Chocolate Love"            | 2009       | Desconhecido     |
| "Oh!"                       | 2010       | Cheo Soo-hyun    |
| "Run Devil Run"             | 2010       | Desconhecido     |
| "Day by Day"                | 2010       | Desconhecido     |
| "Hoot"                      | 2010       | Jae-Hyeok Jang   |
| "Snowy Wish"                | 2010       | Desconhecido     |
| "Beautiful Girls"           | 2011       | Desconhecido     |
| "Visual Dreams"             | 2011       | Desconhecido     |
| "Echo"                      | 2011       | Desconhecido     |
| "Mr. Taxi"                  | 2011       | Desconhecido     |
| "The Boys"                  | 2011       | Won Ki Hong      |
| "Dancing Queen"             | 2012       | Desconhecido     |
| "I Got a Boy"               | 2013       | Desconhecido     |
| "Mr.Mr."                    | 2014       | Desconhecido     |
| "Catch Me If You Can"       | 2015       | Toshiyuki Suzuki |
| "Party"                     | 2015       | Hong Won-Ki      |
| "Lion Heart"                | 2015       | Hong Won-Ki      |
| "You Think"                 | 2015       | Desconhecido     |
| "Holiday"                   | 2017       | Desconhecido     |
| "All Night"                 | 2017       | Desconhecido     |
| Em japonês                  |            |                  |
| "Genie"                     | 2010       | Desconhecido     |
| "Gee"                       | 2010       | Desconhecido     |
| "Run Devil Run"             | 2011       | Hideaki Sunaga   |
| "Mr. Taxi"                  | 2011       | Hideaki Sunaga   |
| "Bad Girl"                  | 2011       | Hideaki Sunaga   |
| "Time Machine"              | 2012       | Masaaki Uchino   |
| "Paparazzi"                 | 2012       | Toshiyuki Suzuki |
| "All My Love Is for You"    | 2012       | Masaaki Uchino   |
| "Oh!"                       | 2012       | Hideaki Sunaga   |
| "Flower Power"              | 2012       | Toshiyuki Suzuki |
| "Beep Beep"                 | 2013       | Toshiyuki Suzuki |
| "Love & Girls"              | 2013       | Toshiyuki Suzuki |
| "Galaxy Supernova"          | 2013       | Toshiyuki Suzuki |
| "My Oh My"                  | 2013       | Won-Ki Hong      |
| "Indestructible"            | 2014       | Desconhecido     |
| "Divine"                    | 2014       | Desconhecido     |
| "Catch Me If You Can"       | 2015       | Toshiyuki Suzuki |
| Em inglês                   |            |                  |
| "The Boys"                  | 2011       | Won Ki Hong      |